# 미나카미역
미나카미역(일본어: 水上駅, みなかみえき)은 일본 군마현 도네군 미나카미정에 있는, 동일본 여객철도의 철도역이다. 조에쓰선이 지나간다.
미나카미 온천향에서 가까운 역이다. 조에쓰선 운행 상의 주요역으로, 군마현 (옛 고즈케국)과 니가타현 (옛 에치고국)을 넘나드는 특급 열차들이 이 곳에서 견인용 보조 기관차를 연결해 고개를 넘나들었다. 따라서 조에쓰선의 특급 열차의 필수 정차역이었다. 그러나 조에쓰 신칸센의 개통과 동차의 개선으로 견인 기관차 운용은 사라졌으며, 정규 특급 열차들의 수도 줄어들면서 현재는 우에노역에서 출발해 미나카미 역까지 운행하는 임시 특급 《미나카미》 호만 달리고 있다. 보통 열차의 운행 계통도 미나카미 역에서 에치고유자와역이나 나가오카역 쪽으로 가는 열차와 다카사키역 쪽으로 가는 열차로 나뉘며, 양 방향에서 온 열차들은 미나카미 역에서 방향을 다시 돌리게 된다. 다만 수요는 적기 때문에 군마 현과 니가타 현을 직접 오가는 보통 열차들의 수는 평일에 하루 왕복 5편, 주말과 휴일에 하루 왕복 6편 정도 뿐이다. 대신 화물 열차의 이동은 잦다. 겨울철에는 눈이 내리는 상황에 따라 미나카미 역에서 에치고나카자토역까지의 지연이나 운행 중지가 자주 발생한다.
"도쿄 근교 구간"의 조에쓰선 구간 중 가장 북쪽에 있는 역으로, 여기서부터 북쪽에 있는 유비소역부터는 스이카 및 제휴 교통카드를 사용할 수 없다.

## 역 구조
지상역으로, 승강장은 단식 1면 1선과 섬식 1면 2선 구조이다. 양쪽 승강장은 두 개씩 있는 과선교로 이어져 있다. 승강장 외에도 여러 개의 유치선이 열차들의 야간 주박을 위해 쓰이고 있다. 기관차의 방향 전환을 위한 전차대 (轉車臺)가 있었지만 철거했다. 2001년에 증측된 2층 짜리 콘크리트 역사를 사용하고 있다.
동일본 여객철도의 직영역으로, 조에쓰선 고칸역부터 도아이역까지를 관리하고 있다. 자동 개찰기에서 스이카 및 제휴 교통카드의 사용이 가능하다. 초록 창구는 없지만 지정석 발매기를 통해 특급 열차의 지정석권 구입이 가능하다.

### 승강장
| 1 | ■ 조에쓰선 | 상행 | 시부카와 · 신마에바시 · 다카사키 · 우에노 방면 | (임시특급 《미나카미》 호도 사용한다.)    |
| 2 | ■ 조에쓰선 | 하행 | 도아이 · 에치고유자와 · 나가오카 · 니가타 방면 |                                           |
| 2 | ■ 조에쓰선 | 상행 | 시부카와 · 신마에바시 · 다카사키 · 우에노 방면 | (임시쾌속 《SL 미나카미》 호도 사용한다.) |

1번 승강장은 상행선, 2번 승강장은 하행선 겸 상행선 열차의 회차용으로 쓰인다. 3번 승강장은 임시용으로 쓰이기 때문에 표에는 생략했다.

## 역세권 정보
역 앞에는 공공교통기관 전용 주차장이 있으며, 광장 정류장에서 노선 버스나 온천 호텔에서 영업하는 셔틀버스, 택시를 이용할 수 있다. 역 앞에서 토산품 등을 파는 상점 또한 이용할 수 있다. 다카사키 쪽으로 걸어서 10분 거리에 온천마을이 있다.
- 미나카미 정사무소 미나카미 출장소[1]
- 미나카미 온천향
- 미나카미 우체국
- 미나카미 강
- 국도 제291호선

## 역사
- 1928년 10월 30일 - 일본국유철도 조에쓰난 선의 연장 개통과 동시에 개업했다.[2]
- 1931년 9월 1일 - 미나카미 역과 에치고유자와역을 잇는 철도 구간이 뚫려 다카사키역에서 미야우치역까지의 조에쓰선 전 구간이 개통되었으며, 조에쓰난 선과 조에쓰호쿠 선이 하나의 "조에쓰선"이 되었다.[3]
- 1987년 4월 1일 - 민영화에 따라 동일본 여객철도의 소속이 되었다.
- 2009년 3월 14일 - 스이카의 사용이 가능해졌다.

## 인접역
| 동일본 여객철도 조에쓰선 | 동일본 여객철도 조에쓰선 | 동일본 여객철도 조에쓰선 |
| ------------------------ | ------------------------ | ------------------------ |
| 가미모쿠 다카사키 방면   | ■ 보통                   | 유비소 나가오카 방면     |